# 1. deild karla 2004
Mùa giải 2004 của 1. deild karla là mùa giải thứ 50 của bóng đá hạng hai ở Iceland.

## Bảng xếp hạng
| Vị thứ | Đội        | Số trận | Thắng | Hòa | Thua | Bàn thắng | Bàn thua | Hiệu số | Điểm | Ghi chú                     |
| ------ | ---------- | ------- | ----- | --- | ---- | --------- | -------- | ------- | ---- | --------------------------- |
| 1      | Valur      | 18      | 11    | 4   | 3    | 35        | 14       | +21     | 37   | Thăng hạng Úrvalsdeild 2005 |
| 2      | Þróttur R. | 18      | 8     | 6   | 4    | 31        | 23       | +8      | 30   | Thăng hạng Úrvalsdeild 2005 |
| 3      | HK         | 18      | 9     | 1   | 8    | 28        | 28       | 0       | 28   |                             |
| 4      | Breiðablik | 18      | 7     | 5   | 6    | 31        | 31       | 0       | 26   |                             |
| 5      | Þór A.     | 18      | 5     | 10  | 3    | 19        | 16       | +3      | 25   |                             |
| 6      | Völsungur  | 18      | 6     | 4   | 8    | 27        | 29       | -2      | 22   |                             |
| 7      | Fjölnir    | 18      | 7     | 1   | 10   | 27        | 32       | -5      | 22   |                             |
| 8      | Haukar     | 18      | 4     | 7   | 7    | 27        | 27       | 0       | 19   |                             |
| 9      | Njarðvík   | 18      | 4     | 7   | 7    | 21        | 29       | -8      | 19   | Xuống hạng 2. deild 2005    |
| 10     | Stjarnan   | 18      | 5     | 3   | 10   | 28        | 45       | -17     | 18   | Xuống hạng 2. deild 2005    |

## Danh sách ghi bàn
| Cầu thủ                | Số bàn thắng | Đội bóng   |
| ---------------------- | ------------ | ---------- |
| Hörður Már Magnússon   | 9            | HK         |
| Dragoslav Stojanovic   | 9            | Stjarnan   |
| Ibra Jagne             | 9            | Þór A.     |
| Páll Einarsson         | 9            | Þróttur R. |
| Hermann Aðalgeirsson   | 9            | Völsungur  |
| Pétur Óskar Sigurðsson | 8            | Breiðablik |
| Davíð Þór Rúnarsson    | 8            | Fjölnir    |
| Sævar Eyjólfsson       | 8            | Haukar     |
| Hálfdán Gíslason       | 8            | Valur      |
| Sören Hermansen        | 7            | Þróttur    |
| Andri Valur Ívarsson   | 7            | Völsungur  |